# Anthaxia imperfecta
Anthaxia imperfecta är en skalbaggsart som beskrevs av Leconte 1860. Anthaxia imperfecta ingår i släktet Anthaxia och familjen praktbaggar. Inga underarter finns listade i Catalogue of Life.